# Bnej Menasze

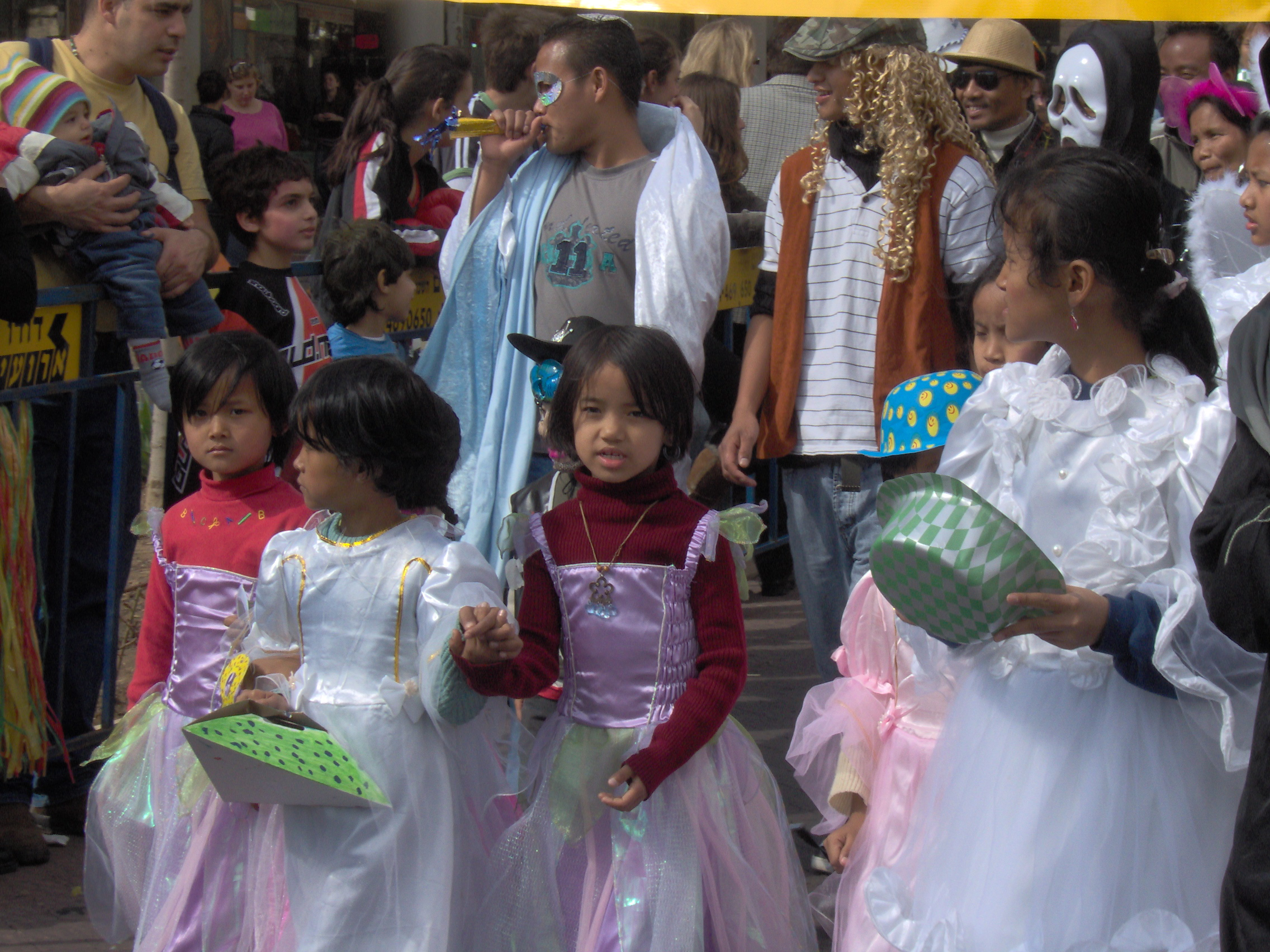
Święto Purim Bnej Menasze w Izraelu

Flaga Bnej Menasze

Bnej Menasze (hebr. ‏בני מנשה‎ „dzieci Manassesa”) – grupa wyznawców judaizmu żyjąca w indyjskich stanach Manipur i Mizoram, a obecnie również częściowo w Izraelu. Ich liczbę szacuje się na 6–7 tysięcy. 
Sami siebie uważają za członków zaginionego plemienia Manassesa, faktycznie jednak są rdzennymi mieszkańcami pogranicza Indii i Birmy i należą do grupy plemion Szinlung. W XIX w. przyjęli chrześcijaństwo (wcześniej byli animistami) w jego baptystycznej formie. Dopiero w 1951 członek grupy, określany jako prorok Challa Mala, miał sen i wystąpił z objawieniem, które miał otrzymać od Boga we śnie, i które mówiło o żydowskim pochodzeniu plemienia i zapowiadało szybki powrót do Jerozolimy. Od tego czasu następowała szybka judaizacja życia wspólnoty i przejście wielu jej członków na judaizm wraz z przyjęciem żydowskiego prawa. W 1989 pierwsza grupa Bnej Menasze osiedliła się w Izraelu. 
W 2005 r. Szlomo Amar, główny rabin sefardyjski Izraela oficjalnie uznał Bnej Menasze za Żydów. Część z nich, żyjąca w Izraelu oficjalnie przeszła już na judaizm.